# Waramurungundi
Waramurungundi.- Prva žena kod plemena Gunwinggu iz Australije. Ona je stvaralac koja je dala plodnost zemlji i svim bićima na njoj. Naučila je govoru sva bića i svakom narodu dala vlastiti jezik kojim će se sporazumijevati  . Vidi Wurugag.